# Siston
Siston est une paroisse civile et un village du Gloucestershire, en Angleterre.